# Vivacious Lady
Vivacious Lady is een Amerikaanse filmkomedie uit 1938 onder regie van George Stevens. Destijds werd de film in Nederland uitgebracht onder de titel Professor, wat ben je begonnen.

## Verhaal
Peter Morgan is een jonge professor in de plantkunde. Tijdens een avondje uit met zijn neef Keith wordt hij verliefd op de nachtclubzangeres Francey. Hij trouwt ogenblikkelijk met haar. De volgende dag moet hij zijn conservatieve ouders en zijn vroegere verloofde het heuglijke nieuws meedelen.

## Rolverdeling
- Ginger Rogers: Francey
- James Stewart: Peter
- James Ellison: Keith
- Beulah Bondi: Mevrouw Morgan
- Charles Coburn: Mijnheer Morgan
- Frances Mercer: Helen
- Phyllis Kennedy: Jenny
- Franklin Pangborn: Beheerder van het appartement
- Grady Sutton: Culpepper
- Jack Carson: Charlie
- Alec Craig: Joseph
- Willie Best: Kruier